# Lancia Z
Le Lancia Z ou parfois appelé "1Z" dans certains ouvrages, est un camion, le premier vrai camion de la gamme Lancia V.I.. 
La confusion au niveau de l'appellation, selon certains spécialistes, viendrait de la confusion faite avec le modèle d'automitrailleuse réalisée par Ansaldo qui utilise le châssis du camion Lancia et qui a été désignée automitrailleuse Ansaldo Lanca 1Z puis 1ZM dans sa seconde série. Nous garderons donc l'appellation "Z" pour le camion Lancia de base, comme mentionné dans les archives de la marque.

## Le contexte historique
Nous sommes en 1911 et à l'époque, les châssis automobiles servent de base aux camions qui sont, en fait, des véhicules utilitaires. Les plus puissants sont tous appelés camions. L'Italie est en guerre contre la Turquie et, en Afrique du nord, a envahi la Libye. Vincenzo Lancia imagine que l'armée pourrait avoir besoin d'un véhicule adapté et étudie le premier châssis spécialement destiné à ce type d'utilisation. Ce sera le premier vrai camion de la marque nommé "Z". Il succède au "Lancia Eta", modèle directement dérivé de la voiture éponyme.
N'ayant pas été sollicité par l'armée, le nouveau camion n'a pas été équipé selon le cahier des charges militaire et est présenté sous la forme civile, avec le tout nouveau moteur "Lancia 61", un 4 cylindres essence de 4 940 cm3 développant une puissance très élevée pour l'époque : 70 ch à 2 200 tr/min. La puissance des moteurs de tous les constructeurs connus de l'époque, à cylindrée équivalente, ne dépassait pas 45 ch.
Mais l'armée, après avoir homologué l'automitrailleuse Ansaldo Lancia 1Z réquisitionna les camions Lancia Z. Au total, seuls 91 exemplaires seront fabriqués, les autres châssis étant destinés à l'automitrailleuse.
Dès 1915, le Regio Esercito, l'armée du Roi d'Italie, voulant disposer de plus de véhicules pour assurer le transport des troupes et du matériel militaire, après son implication dans la Première Guerre mondiale avec ses caractéristiques, incita les constructeurs italiens à faire évoluer leurs productions. Fiat proposa le fameux Fiat 15 Ter et Lancia le Lancia Jota qui voyait son châssis adapté aux critères militaires demandés mais en conservant le moteur Tipo 61 qui faisait merveille sur les automitrailleuses 1Z. Véhicule à destination militaire par excellence, il équipa l'armée du Roi d'Italie et sera acquis par bon nombre d'armées étrangères de la coalition contre l'Allemagne. Il a été produit à 1 517 exemplaires dans sa version militaire et à 598 exemplaires, après la guerre, dans sa version civile.
Sont PTC est de 4 350 kg.